# Zderzeni z życiem
Zderzeni z życiem (ang. Heart of Dixie) – amerykański film dramatyczny z 1989 roku w reżyserii Martina Davidsona, powstały na podstawie powieści Anne Rivers Siddons Heartbreak Hotel wydanej w 1976 roku. Wyprodukowany przez Orion Pictures. Główne role w filmach zagrali Ally Sheedy, Virginia Madsen, Phoebe Cates i Treat Williams.
Premiera filmu miała miejsce 25 sierpnia 1989 w Stanach Zjednoczonych.

## Opis fabuły
Akcja filmu rozgrywa się w latach 50. w Alabamie. Ani Maggie (Ally Sheedy), studentka dziennikarstwa, ani jej koleżanki nie bardzo przejmują się dyskryminacją Murzynów w południowych stanach. Wszystko zmienia się jednak, gdy Maggie poznaje kolegę Bootsa (Don Michael Paul), Hoyta Cunninghama (Treat Williams), fotoreportera przygotowującego reportaże z rozruchów na tle rasowym.

## Obsada
- Ally Sheedy jako Maggie DeLoach
- Virginia Madsen jako Delia June Curry
- Phoebe Cates jako Aiken Reed
- Treat Williams jako Hoyt Cunningham
- Don Michael Paul jako Boots Claibourne
- Kyle Secor jako Charles Payton "Tuck" Tucker
- Francesca Roberts jako Keefi
- Peter Berg jako Jenks
- Jenny Robertson jako siostra
- Lisa Zane jako M.A.
- Ashley Gardner jako Jean
- Eddy Kiihnl jako Mitchell
- Richard Bradford jako sędzia Claibourne
- Barbara Babcock jako Coralee Claibourne
- Hazen Gifford jako Dean Howard

i inni